# Россолово (станция)
Россолово — железнодорожная станция Вологодского региона Северной железной дороги, находящаяся в посёлке Россолово Галичского района Костромской области.

## История
Станция открыта в ноябре 1906 года в составе пускового участка Вологда — Вятка (ныне Киров) Московско-Ярославско-Архангельской железной дороги длиной 593 версты (633 км).
В 1968 году, в ходе электрификации участка Данилов — Номжа, станция была электрифицирована на переменном токе 25кВ.

## Деятельность
Станция открыта для грузовой работы.
Коммерческие операции, выполняемые на станции:
- продажа пассажирских билетов[2];
- приём и выдача багажа[2];
- приём и выдача повагонных отправок грузов (открытые площадки)[2];
- приём и выдача повагонных и мелких отправок грузов (подъездные пути)[2].

## Дальнее следование по станции
| Круглогодичное обращение поездов | Круглогодичное обращение поездов | Круглогодичное обращение поездов | Круглогодичное обращение поездов |
| № поезда                         | Маршрут движения                 | № поезда                         | Маршрут движения                 |
| -------------------------------- | -------------------------------- | -------------------------------- | -------------------------------- |
| 67                               | Абакан — Москва                  | 68                               | Москва — Абакан                  |
| 123                              | Киров — Санкт-Петербург          | 124                              | Санкт-Петербург — Киров          |

| Сезонное обращение поездов | Сезонное обращение поездов  | Сезонное обращение поездов | Сезонное обращение поездов  |
| № поезда                   | Маршрут движения            | № поезда                   | Маршрут движения            |
| -------------------------- | --------------------------- | -------------------------- | --------------------------- |
| 191                        | Челябинск — Санкт-Петербург | 192                        | Санкт-Петербург — Челябинск |

| Пригородное сообщение по станции | Пригородное сообщение по станции | Пригородное сообщение по станции | Пригородное сообщение по станции |
| № поезда                         | Маршрут движения                 | № поезда                         | Маршрут движения                 |
| -------------------------------- | -------------------------------- | -------------------------------- | -------------------------------- |
| 6315                             | Николо-Полома — Буй              | 6316                             | Буй — Николо-Полома              |
| 6317                             | Николо-Полома — Буй              | 6318                             | Буй — Николо-Полома              |